# Alvin Toffler
Alvin Toffler, ameriški pisatelj, futurist in poslovnež, * 4. oktober 1928, New York, ZDA,  † 27. junij 2016, Los Angeles. Najbolje je znan po svojih delih, v katerih razmišlja o digitalizaciji in o njenem vplivu na svetovno kulturo.
Toffler se je v svojih prvih delih, ko je bil še glavni urednik revije Fortune, osredotočil na vpliv tehnologije in ga poimenoval “poplava podatkov”. Leta 1970 je izdal svojo prvo uspešno knjigo Šok prihodnosti (Future Shock), v kateri opisuje prihodnost informacijske tehnologije. Knjiga je postala svetovna uspešnica, saj je prodal več kot 6 milijonov izvodov.
Pri nadaljnjem pisanju je sodeloval s svojo ženo Heidi Toffler. Njegova poznejša dela so raziskovala spremembe v družbi zaradi hitrega napredka tehnologije. Napovedal je tudi uporabo vrste tehnoloških izumov, ki danes krojijo naš vsakdan, kot so osebni računalniki, internet, kabelska televizija…
Poleg svojih literarnih uspehov, je bil prisoten tudi na drugih področjih. Ustanovil je podjetje Toffler Associates, ki deluje na področju upravnega svetovanja. Bil je tudi profesor na Univerzi Cornell, član fundacije Russell Sage in dopisnik za Belo hišo. Njegove ideje in dela so vplivala na številne politične osebnosti, kot so Newt Gingrich, Zhao Ziyang in Steve Case.

## Življenje
Toffler se je rodil 4. Oktobra leta 1928 v New Yorku. Starša Rose in Sam Toffler sta bila Poljska priseljenca, imel je tudi mlajšo sestro. Odraščal je v Brooklynu, kjer je že pri sedmih letih začel pisati pesmi in zgodbe. Odločil se je, da bo postal pisatelj. Navdihnili so ga misel vzpodbujajoči in inspiracijski pogovori s stricem in teto. Obiskoval je Univerzo New York, kjer se je kot študent spoznal s svojo bodočo ženo, Heidi. Diplomiral je iz angleščine, Heidi pa iz lingvistike. 
Razočaran je bil, ker je za las zgrešil vpoklic v vojsko. Mislil je, da bi si v vojski nabral kopico dragocenih izkušenj, ključnih za uspeh vsakega pisatelja. Ker je bil prepričan, da mora nabrati kakšno izkušnjo, sta se s Heidi odločila, da pustita nadaljnje izobraževanje in se preselita v Cleveland, takratni center ameriške industrije. Zaposlila sta se v tovarni. S svojim pridobljenim znanjem in izkušnjami sta nato začela raziskovati in pisati knjige. Poročila sta se aprila leta 1950. Od otrok sta imela le hčer Karen, ki pa je umrla v 47. Letu. Bolehala je namreč za Guillain-Barréjevim sindromom.
Alvin Toffler je umrl v spanju, 27. junija leta 2016, v Los Angelesu. Star je bil 87 let.

## Kariera
Po končani diplomi sta se z ženo Heidi preselila v Cleveland. Med delom na tekočem traku sta nabirala izkušnje in preučevala masovno proizvodnjo. Svoje ambicije je primerjal z delom pisateljev Jacka Londona in Johna Steinbecka, ki sta pisala o svojih izkušnjah in opažanju razmer med delom. Alvin Toffler je bil najprej zaposlen kot varilec, Heidi pa kot nadzornica v livarni aluminija. Ko je prišel iz službe, je pisal poezijo in leposlovje. Kmalu je spoznal, da mu ti dve zvrsti ne ustrezata.
Zaradi svojih izkušenj pri praktičnem delu, je Alvin Toffler dobil službo v časopisni hiši. Leta 1957 je bil premeščen v Washington, kjer je bil dopisnik z Belo hišo za časopis Pennsylvania.
Leta 1959 sta se z ženo vrnila v New York, ker je Alvin dobil ponudbo za službo pri novinarski hiši Fortune. Pisal je kolumne na področju dela, kasneje pa je pisal tudi o trgovini in o poslovodstvu. Leta 1962 je pustil službo in se odločil, da bo postal samostojni pisec. Pisal je članke za različne dnevnike in revije. Med njegove najboljše intervjuje uvrščamo intervju z ruskim romanopiscem Vladimirjem Nabokovim in Ayn Rand za revijo Playboy leta 1964. Ta intervju je zaznamoval začetek intervjujev z ženskami, v revijah, v katerih je poprej vladala le moška beseda. Tofflerja je najelo podjetje IBM, da bi vodil raziskavo o vplivu računalnikov na socialnem in organizacijskem nivoju. To raziskovanje je pripeljalo do pogodb z največjimi guruji na področju umetne inteligence. Najeli sta ga tudi podjetji Xerox in AT&T. Njegova uspešna raziskava pri AT&T ga je privedla do raziskovanja telekomunikacijskih sistemov. 
V drugi polovici šestdesetih let je začel dolgoletno raziskavo za svojo prihajajočo knjigo Šok prihodnosti (Future Shock), ki je bila izdana leta 1970. Knjiga je bila izreden uspeh, in se je prodala več kot 6 milijonih izvodov po svetu, sodeč po časopisu New York Times. Nekateri drugi viri pišejo tudi o več kot 15 milijonih prodanih izvodov. Toffler je izraz “future shock” opisal kot stanje, ki ga povzročijo prehitre spremembe. Knjiga je bila prevedena v ducate jezikov in je še vedno naprodaj. S svojo temo pisanja je nadaljeval pri naslednji knjigi Tretji val (The Third Wave). Tretji val opisuje kot naslednjo stopnjo razvoja po kmetijski in industrijski revoluciji, stopnjo razvoja informacijske tehnologije. V knjigi napove razmah informacijskih tehnologij, kot so elektronska pošta, internet in kabelska televizija. Ta silen napredek opisuje kot “poplavo podatkov”. Trdil je, da je stranski učinek digitalne dobe informacijska preobremenitev, še en izraz, ki si ga je izmislil sam. Leta 1990 je skupaj z ženo Heidi napisal knjigo z naslovom Powershift.
Toffler je leta 1996 s poslovnežem Tomom Johnsonom soustanovil svetovalno podjetje Toffler Associates. Podjetje je bilo ustanovljeno, da bi uresničilo ostale Tofflerjeve ideje na področju podjetništva. Podjetje je razširilo svoj doseg na svetovni trg. Medtem pa se je Alvin posvetil poučevanju in predavanju na številnih dogodkih, kjer je spoznal tudi številne pomembne osebnosti, vojaške in svetovne voditelje, kot je Mihail Gorbačov.

## Teorije in ideje
V intervjuju z avstralskimi novinarji leta 1998 je Alvin Toffler predstavil nekaj svojih idej. Povedal je, da družba potrebuje ljudi, ki znajo skrbeti za starejše, znajo biti sočutni in pošteni. Ti ljudje bodo delali v bolnišnicah. Družba ne potrebuje le veščin, kot je spoznavnost, temveč tudi čustvenost in naklonjenost, družba namreč ne more temeljiti na podatkih in računalnikih.Njegova mnenja glede izobrazbe iz knjige Šok prihodnosti so bila večkrat citirana. Toffler meni, da nepismeni v 21.stoletju ne bodo tisti, ki ne znajo pisati in brati, ampak tisti, ki se ne morejo naučiti, pozabiti in nato ponovno naučiti.
Na začetku svoje kariere, po svojih potovanjih po svetu, se je začel zavedati novih in neskončnih informacij, ki jih zaznava obiskovalec različnih kultur. V intervjuju je pojasnil, da se lahko obiskovalec neke določene kulture kaj hitro izgubi in postane razburjen, zaradi novega, “čudnega” okolja. Toffler je ta pojav obrazložil kot reakcija tako imenovanega kulturnega šoka. Na temeljih tega problema je Toffler uvidel nov problem za prihodnost. Zaradi hitro spreminjajočega življenja, predvsem zaradi nove tehnologije in novih informacij, bo človek lahko doživel podoben kulturni šok znotraj lastne kulture. Alvin Toffler je to poimenoval šok prihodnosti, napisal pa je tudi knjigo s prav takim naslovom. 
V svoji knjigi je Toffler opisal tri različne družbe s pomočjo koncepta o valovih, vsak val namreč odrine stran staro družbo in kulturo. Prvi val je opisal družbo po agrarni revoluciji, ki je nadomestila prvo, nabiralniško in lovsko. Drugi val je opisal družbo med industrijsko revolucijo. To obdobje je prineslo nuklearno družino, povečevanje industrijskega prebivalstva v mestih in povečevanje števila podjetij. Začel se je tudi izobraževalni sistem, ki pa je bil podoben tovarni. Najnovejši val, tretji val je prišel s prihodom postindustrijske družbe. V tej družbi lahko informacije nadomeščajo materialne dobrine. Ta val je prinesel tudi raznolikost subkultur in fluidnost organizacij. Kljub navideznemu napredku takega sistema, pa je Alvin Toffler vztrajal, da je lahko končen uspeh takega sistema negotov. Toffler je predvidel, da bo tretji val omogočal cenejšo in bolj osebno proizvodnjo, ki naj bi zadovoljila potrebe manjše populacije. V takem sistemu so podjetja zaposlena z zunanjim izvajanjem dejavnosti. Tehnologija pa prisili potrošnika, da postane delavec. Tako osebo, pri kateri se s težka loči mejo med potrošnikom in delavcem je Toffler imenoval “prosumer”. Tofflerjev opis tretjega vala se je skladal z opisi tega obdobja ostalih futuristov. 
Tofflerjeve optimistične teorije so predvidevale, da se bo bogastvo pod pogojem globalizacije ustvarjalo na vseh koncih sveta in da bi vesolje lahko imelo potencial za gospodarski razvoj.
Alvin Toffler je trdil, da je napovedal kar nekaj geopolitičnih dogodkov, kot so na primer propad Sovjetske zveze, padec Berlinskega zidu in gospodarski napredek Azije.

## Vpliv
Alvin Toffler se je pogosto sestajal z različnimi dostojanstveniki v Aziji, kot so na primer bivši kitajski premier in reformist Zhao Ziyang, prvi singapurski premier Lee Kuan Yew in bivši predsednik Južne Koreje Kim Dae-jung. Vsi trije so bili navdušeni nad njegovimi idejami in stališči glede uveljavljanja azijskega trga na globalni ravni v osemdesetih in devedesetih letih. Kljub kitajski cenzuri številnih njegovih knjig in razprav, ga je Kitajska uvrstila poleg Franklin Roosevelta in Billa Gatesa na seznam petdesetih tujcev, ki so imeli največji vpliv na Kitajsko. Knjiga Tretji val je bila druga najbolj prodajna knjiga na Kitajskem, dokumentarni video, ki je bil posnet po tej knjigi, pa je bil predvajan po vseh kitajskih šolah.
Bivši predsednik predstavniškega doma Združenih držav Amerike Newt Gingrich je javno povzdigoval Tofflerjeve ideje in povzval člane Kongresa naj si preberejo Tofflerjevo knjigo Ustvarjanje nove civilizacije (Creating a New Civilization). Ustanovitelj ameriškega podjetja AOL, Steve Case, je označil Tretji val, v kateri Toffler napove tehnološko družbo, s katero sta Steve Case in Steve Jobs šele začela, kot formativen vpliv na njegovo razmišljanje. Case trdi, da je Toffler pionir pomoči ljudem, podjetjem in državam v prihodnost.  Leta 1980 je Ted Turner ustanovil CNN, za katero je črpal navdih iz Tofflerjeve napovedi o prenehanju prevlade treh glavnih televizijskih omrežij. Mehiški miljarder Carlos Slim je bil navdihnjen s strani Tofflerjevih del in je kaj kmalu je tudi postal pisateljev prijatelj. Vse od šestdesetih let prejšnjega stoletja so ljudje poskušali osmisliti vpliv moderne tehnologije in družbene spremembe, kar je dvignilo pomen Tofflerjevih del za celotno javnost in ne samo za znanstvenike, gospodarstvenike in politike.  Njegova dela in ideje so bila pogosto kritizirana, običajno z enakimi argumenti uporabljenimi proti futurologiji. 
Pionir tehno glasbe, Juan Atkins, je navedel knjigo Tretji val, kot navdih za uporabo besede tehno za poimenovanje glasbenega stila.
Glasbenika Curtis Mayfieln in Herbie Hancock sta oba napisala pesmi z naslovom Future shock. Avtor znanstvene fantastike, John Brunner, pa je napisal knjigo The Shockwave Rider, ki temelji na ideji šoka prihodnosti.
Leta 2002 je bil Alvin Toffler prepoznan za enega izmed najbolj vplivnih glasov vodilnih podjetij skupaj z Bill Gatesom in Peterom Druckerjem. Financial Times je Tofflerja označil za najbolj znanega futurista. Leta 2006 ga je People's Daily uvrstil na seznam 50 tujcev, ki so pomagali oblikovati moderno Kitajsko. Newt Gingrich je v sedemdesetih letih postal tesen Tofflerjev prijatelj in omenil, da je knjiga The Third Wave vplivala na njegovo razmišljanje ter jo označil kot eno najpomembnejših del današnjega časa. 

## Nagrade
Alvin Toffler je prejel številne prestižne nagrade, kot so knjižna nagrada McKinseyeve funduacije za prispevek k poslovni literaturi, Officier de L'Ordre des Arts et Lettres, leta 2005 je prejel nagrado za življenjske dosežke Ameriške zveze novinarjev in avtorjev. Bil je imenovan za člana Ameriškega združenja za napredek v znanosti in Mednarodnega inštituta za strateške študije. Leta 2006 sta Alvin in njegova žena Heidi Toffler prejela neodvisno nagrado Brownove univerze.

## Dela
- The Culture Consumers (1964)

- The Schoolhouse in the City (1968)

- Future Shock (1970)

- The Futurists (1972)

- Learning for Tomorrow (1974)

- The Eco-Spasm Report (1975)

- The Third Wave (1980)

- Previews & Premises (1983)

- The Adaptive Corporation (1985)

- Powershift: Knowledge, Wealth and Violence at the Edge of the 21st Century (1990)

- Creating a New Civilization (1995)

- War and Anti-War (1995)

- Revolutionary Wealth (2006)

“Future Shock” author Alvin Toffler has died at age 87. 2016. [citirano 30. 11. 2017]. Dostopno na naslovu: http://www.denverpost.com/2016/06/29/author-alvin-toffler-dies/.
Alvin Toffler - biography. 2017. [citirano 30. 11. 2017]. Dostopno na naslovu: https://web.archive.org/web/20140107225236/http://www.egs.edu/library/alvin-toffler/biography/.
Alvin Toffler, Author of ‘Future Shock,’ Dies at 87. 2016. [citirano 30. 11. 2017]. Dostopno na naslovu: https://www.nytimes.com/2016/06/30/books/alvin-toffler-author-of-future-shock-dies-at-87.html.
Alvin Toffler, author of 1970 bestseller 'Future Shock,' dies at 87. 2016. [citirano 30. 11. 2017]. Dostopno na naslovu: http://www.latimes.com/local/obituaries/la-me-alvin-toffler-20160629-snap-story.html.
Alvin Toffler, author of best-selling ‘Future Shock’ and ‘The Third Wave,’ dies at 87. 2016. [citirano 30. 11. 2017]. Dostopno na naslovu: https://www.washingtonpost.com/business/alvin-toffler-author-of-best-selling-future-shock-and-the-third-wave-dies-at-87/2016/06/29/0d63748c-3e09-11e6-80bc-d06711fd2125_story.html?utm_term=.8c42ebaeb9d4.
Alvin Toffler, author of 'Future Shock,' dead at 87. 2016. [citirano 30. 11. 2017]. Dostopno na naslovu: https://www.usnews.com/news/us/articles/2016-06-29/alvin-toffler-author-of-future-shock-dead-at-87.
Alvin Toffler, author of Future Shock, dies aged 87. 2016. [citirano 30. 11. 2017]. Dostopno na naslovu: https://www.theguardian.com/books/2016/jun/30/alvin-toffler-author-of-future-shock-dies-aged-87.
Alvin Toffler. 2008. [citirano 30. 11. 2017]. Dostopno na naslovu: http://www.economist.com/node/11948518.
Sunčič, M. Tehno generacija I. [citirano 30. 1. 2018]. Dostopno na naslovu: http://www.klubk4.org/electrotalk/sezona0102/5.htm Arhivirano 2021-02-25 na Wayback Machine.
Sunčič, M. Tehno generacija II. [citirano 30. 1. 2018]. Dostopno na naslovu: http://www.klubk4.org/electrotalk/sezona0102/6.htm Arhivirano 2020-07-23 na Wayback Machine.
The Toffler Legacy. 2017. [citirano 30. 11. 2017]. Dostopno na naslovu: https://www.tofflerassociates.com/about/the-toffler-legacy/.